# Arsenal FC
Az Arsenal Football Club (röviden Arsenal, The Arsenal vagy az Ágyúsok) angol profi labdarúgócsapat székhelye az észak-londoni Holloway-ben van. Az egyik legsikeresebb klub az angol labdarúgásban 13 First Division és Premier League címmel és 14 FA-kupával.
Az Arsenalt 1886-ban alapították (Dial Square néven). Első fontosabb trófeáikat az 1930-as években nyerték, öt League Championship címet és két FA Kupát. Egy sikertelen időszak után (a háború utáni években) a második olyan klub volt, amelynek sikerült dupláznia (a bajnokságot és az FA kupát is megnyerték) az 1970–71-es szezonban. Az elkövetkezendő harminc év folyamán az egyik legsikeresebb angol csapat lett, ebben az időszakban az Arsenal kétszer duplázott, 2004-ben veretlenül nyerte meg a Premier League-et, valamint az első londoni klub volt, amely döntőt játszhatott a UEFA-bajnokok ligájában.
A csapat színei hagyományosan piros és fehér, ezek a történelem során alakultak ki. Az idők során a klub többször megváltoztatta székhelyét, melyet eredetileg Woolwichban (Délkelet-Londonban) alapítottak, de 1913-ban elköltöztek a város északi részébe, a Highburybe. 2006-ban az újonnan felépült Emirates Stadionba tették át székhelyüket.
Az Arsenalnak hatalmas szurkolói bázisa van, akik kitartanak az ősi riválisokkal szemben. Ezek közül a legjelentősebb a rivális a Tottenham Hotspur, akikkel az észak-londoni derbiket játsszák. Az Arsenal WFC a legsikeresebb angol klub a női labdarúgásban, amely kapcsolatban áll a férfi klubbal is.

## A klub története

### Az alapítástól az első világháborúig

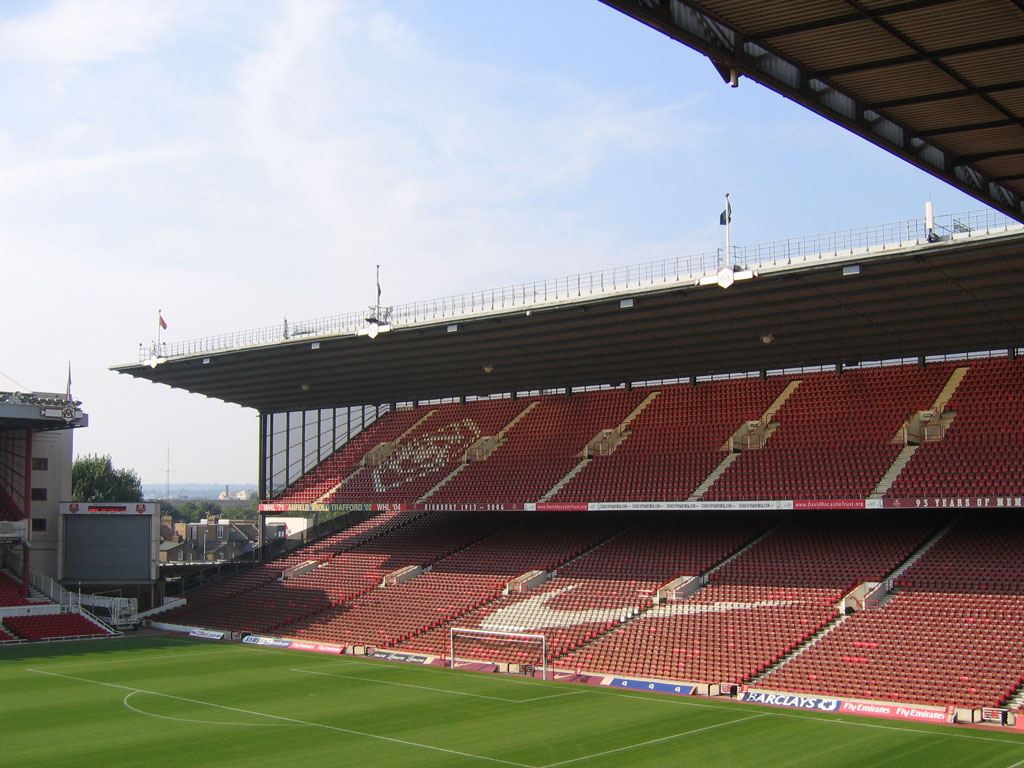
Arsenal Stadion, Highbury, North Bank (1913-2006)

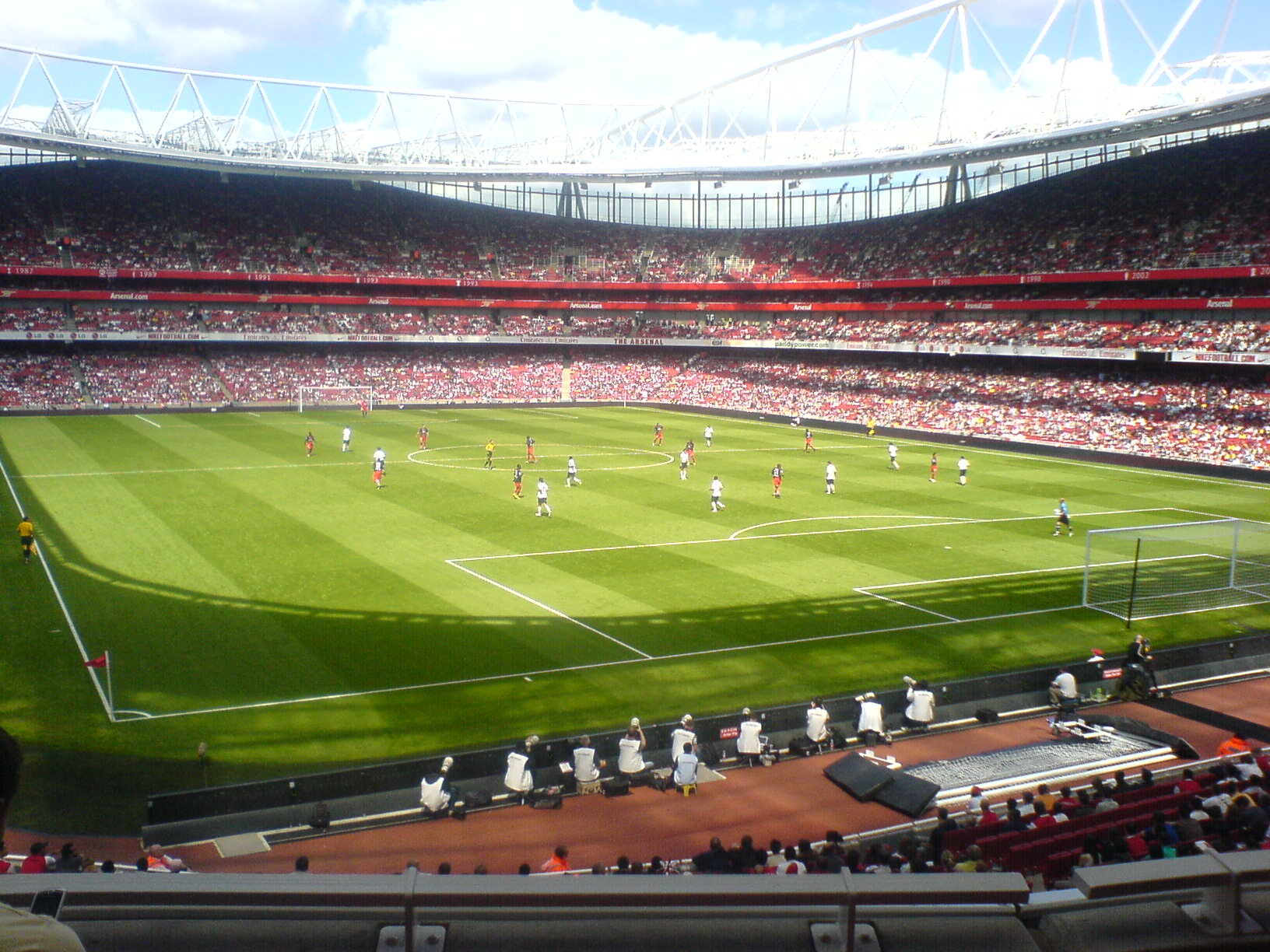
Az új Emirates Stadion

Az Arsenal Football Club története akkor kezdődött, amikor a Woolwich Arsenal lőszergyár dolgozóinak egy csoportja úgy döntött, hogy futballcsapatot alapít 1886-ban. A klub a Dial Square név alatt játszotta első mérkőzéseit. Az első mérkőzésük egy 6-0-s győzelem volt az Eastern Wanderers ellen, 1886. december 11-én. Nem sokkal később Royal Arsenalra változtatták nevüket és helyi kupaversenyeken szerepeltek az elkövetkező néhány évben.
1891-ben a klub professzionális szintre fejlődött és megváltoztatta ismét a nevét, most Woolwich Arsenalra, végül 1893-ban csatlakozott a futball ligához. 1904-ben jutottak fel a Football League First Divisionbe. A földrajzi elszigeteltség a nézőszám csökkenését eredményezte, ami pénzügyi problémákhoz vezetett, és a teljes csőd 1910-ben következett be, amikor Henry Norris vette át a csapatot. 1913-ban a Second Divisionbe való kiesés után, az Arsenal átköltözött az Highburybe. A "Woolwich" nevet a következő évben pedig elvetették. Az Arsenal csak 6. helyen végzett 1919-ben, de ennek ellenére csatlakoztak a First Divisionhöz a helyi rivális Tottenham Hotspur költségvetési problémái miatt (állítólag jogtalan pénzforrásokat használtak fel).
Az első világháborút követően jutottak fel az első osztályba, ahol a mai napig szerepelnek. Mára az egyik meghatározó csapata éppúgy Európának, mint Angliának.

### Chapman és a dicsőséges harmincas évek

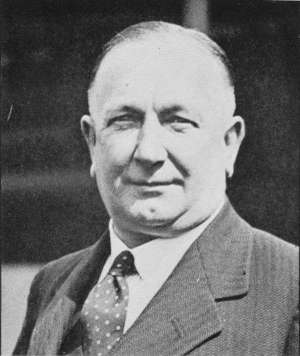
Herbert Chapman

A klub címere 1930-ban

1925-ben Herbert Chapman lett az Arsenal új edzője. Chapman korábban kétszer nyert bajnoki címet, mindkétszer a Huddersfield Townnal. Forradalmi taktikáival és edzésmódszereivel, valamint a sztárigazolásaival együtt, mint Alex James és Cliff Bastin, az 1930-as években az Arsenal több trófeát is megnyert. Első trófeája egy FA Kupa volt 1930-ban, majd emellett még két bajnokságot nyert 1931-ben és 1933-ban. Chapmanhez köthető még , hogy állítólag benne volt az 1932-es London Underground egyik állomásának átnevezésben, amikor a "Gillespie Road"-ot "Arsenal tube station"-re nevezték át, amivel ez az egyetlen állomás, amit kifejezetten egy labdarúgócsapat után neveztek el.
Chapman hirtelen elhunyt 1934 elején, majd Joe Shaw és George Allison vették át a klub irányítását, akikkel továbbra is a siker útján maradtak. Irányításuk alatt az Arsenal nyert három bajnoki címet (1934-ben, 1935-ben és 1938-ban) és egy FA Kupát (1936-ban). Azonban az Arsenalnak az évtized végén már kevesebb sikerben volt része, majd a 2. világháború miatt a bajnokság is szünetelt, ami a professzionális angol labdarúgás versenyképességének végét jelentette egy időre.

### A háborútól a Graham-éráig
A második világháború megállította az Ágyúsokat a menetelésben, de Tom Whittaker irányítása alatt újabb sikerek következtek a klub történetében. Az Arsenal bajnok lett az 1947-48-as és az 1952-53-as szezonban, FA Kupát nyert 1950-ben és emellett második lett 1952-ben. A 60-as években már kevesebb trófeát szereztek, nagyobb eredményeit a Liga Kupa döntőjében szerezték 1968-ban és 1969-ben, ahol mindkétszer döntőig jutottak. Bertie Mee az 1960-as évek közepén vette át a csapatot és csak az 1969-70-es szezonban tudta első trófeáját megszerezni, amikor megnyerte a klub első európai trófeáját, legyőzve az Anderlechtet 4-3-ra a két fordulós Vásárvárosok kupája döntőjében.
Az 1970-es években az Arsenal csapata olyan játékosokat tudhatott soraiban, mint Charlie George, George Armstrong, Ray Kennedy és a kapitány McLintock. Az 1970-71-es szezonban Bertie Mee tanítványai dupláztak, megnyerték a bajnokságot és az FA Kupát is. A bajnoki címet az ősi rivális Tottenham otthonában, a White Hart Lane-en gyűjtötték be egy 1-0-s győzelemmel az utolsó fordulóban. A Wembley Stadionban az FA-kupa döntőjében pedig a ráadásban fordítva 2-1-re győzték le a Liverpool együttesét. Az Arsenal 1978 és 1980 között három egymás utáni évben játszhatott döntőt a Wembley stadionban az FA Kupa döntő keretében Terry Neill irányításával. Ezek közül csak az 1979-es döntőt nyerték meg, ahol 3-2-es győzelemmel diadalmaskodtak a Manchester United felett. A mérkőzést „ötperces döntőként” emlegették. Az Ágyúsok 1980-ban eljutottak a Kupagyőztesek Európa Kupája döntőjébe, azzal a csapattal, mely a következő játékosokat tudhatta sorai közt: Graham Rix, Frank Stapleton, Pat Rice, David O'Leary és Liam Brady, de elvesztették a büntetőpárbajt a Valencia-val szemben.
1986-ban George Graham ( az 1971-es duplázó csapat tagja) lett az új menedzser a klubnál. Első szezonjában megszerezte a klub első Ligakupa győzelmét, legyőzve a Liverpoolt 2-1-re a döntőben. Két évvel később megnyerte a klub történetének kilencedik bajnoki címét, Michael Thomas híres utolsó percben lőtt góljával, amely a szükséges 2-0-s győzelmet jelentette az Anfielden a Liverpool ellen a szezon legutolsó bajnoki meccsén. Két évvel később egy újabb bajnoki cím következett 1990-/91-ben, amikor a csapat magáénak tudhatta a legjobb védelmet, így csak egy bajnoki mérkőzést vesztettek el az egész szezon folyamán. 1993-ban Ligakupa és FA-kupa győztesek lettek, valamint egy évvel később a Kupagyőztesek Európa-kupáját is elhódították. A sikerek ellenére Grahamnek távoznia kellett a klubtól mikor kiderült, hogy jutalékokat szerzett ügynökétől Rune Hauge-tól egyes játékosok leigazolásánál. Bruce Rioch vette át a helyét, aki azonban csak egy szezont töltött a csapatnál, de ez idő alatt leigazolta Dennis Bergkamp-ot.

### Az Arsene Wenger-éra

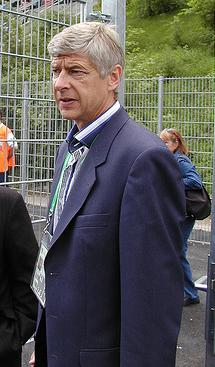
Arsène Wenger

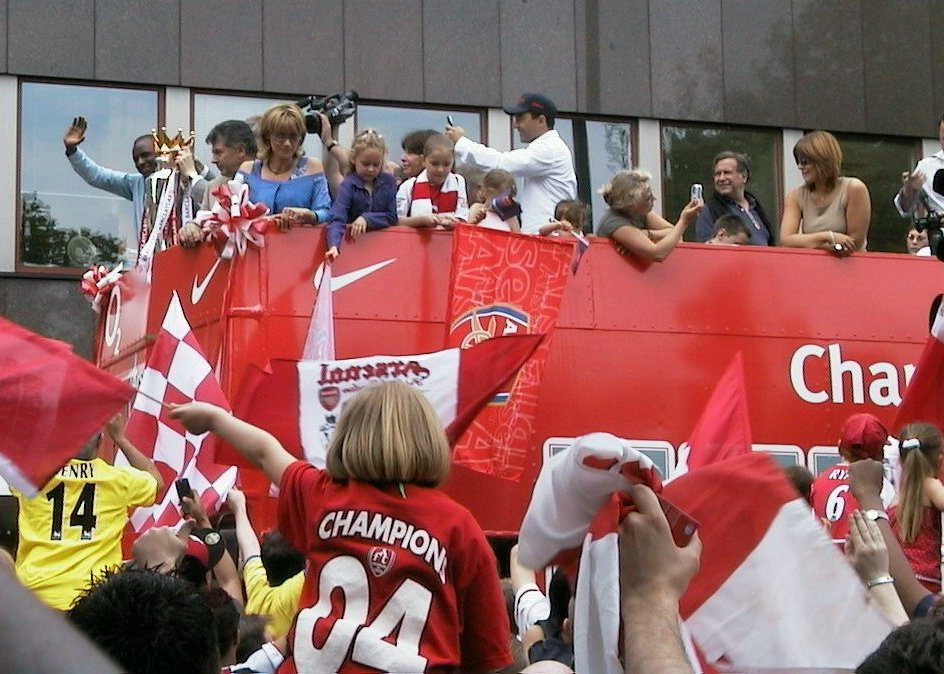
Az Arsenal 13. bajnoki címét ünnepelhette 2004-ben

Az 1997-98-as szezon volt Arsène Wenger első teljes szezonja a Highburyben, amikor is az Arsenal történelme során másodszor duplázott és hódította el a bajnoki cím mellett az FA Kupát. Wenger az év végén megkapta a Év Menedzsere címet. A klub játékosa Dennis Bergkamp is a nevezettek között volt az Angol Sportújságírók Szövetsége (FWA) Év Játékosa és a PFA Év Játékosa kitüntetésre, de végül egyiket sem kapta meg.
Az ezt követő három évben nem sikerült újabb bajnokságot nyerni (mindháromszor második lett a csapat a bajnokságban), 2000-ben pedig az Arsenal az UEFA-kupa-döntőjébe jutott, ahol is büntetőkkel elvesztették a mérkőzést a török Galatasaray ellen. 2001-ben már a Bajnokok Ligája negyeddöntőjéig meneteltek az Ágyúsok, ahol vereséget szenvedtek a spanyol Valencia ellen. 2001-02-es szezonban a klub története során harmadszor duplázott a 13 mérkőzéses veretlenségi sorozatnak és az emlékezetes Manchester United elleni 1-0-s Old Traffordon aratott győzelemnek köszönhetően. Az Arsenal veretlen maradt hazai pályáján a szezonban. Ez is közrejátszott abban, hogy Arsene Wenger nevezve lett Barclaycard Év Menedzsere címre, miközben Robert Pirèst az FWA Év Játékosának választották.
A következő évben az Arsenal nem tudta megvédeni címét, azonban az Ágyúsok lettek 20 év után az első angol klub, akik két egymást követő évben elhódították az FA Kupát az 1-0-s Southampton felett aratott győzelemmel Cardiffban. Thierry Henry jelölve lett a szezon játékosának a PFA és a FWA által egyaránt, és csatlakozott Dennis Bergkamphoz a "halhatatlanok" közé az év góljával. A 2003/2004-es szezonban az Arsenal visszahódította a bajnoki címet egy csodálatos veretlenségi sorozat keretében, amikor is a klub az év során egyetlen vereséget sem szenvedett el. 11 ponttal végeztek az élen a második helyezett Chelsea előtt. A 13. bajnoki cím elnyerése során számtalan rekordot sikerült megdöntenie a csapatnak, (mint például a spanyolok akkori egyik legfiatalabb tehetségének tartott Cesc Fàbregas lett a legfiatalabb Arsenal színekben pályára lépő játékos a maga 16 évével és 177 napjával).

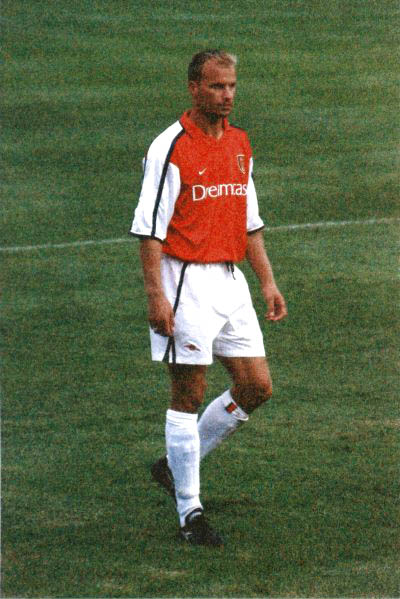
Dennis Bergkamp (1995-2006)

Az FA Kupa elődöntőben elszenvedett vereség a Manchester United ellen, illetve a Bajnokok Ligája negyeddöntős vereség a Chelsea miatt a triplázás nem jöhetett már össze a csapatnak ebben a szezonban. A bajnokságban a veretlenségi sorozat a következő évben tovább folytatódott és 2004 augusztusában megdöntötték a Nottingham Forest leghosszabb ideig tartó veretlenségi sorozatát az angol futball bajnokságban. Az Ágyúsok 5 trófeát hódítottak el 4 év alatt (megnyerve a 2005-ös FA Kupát büntetőpárbajjal a Manchester United-dal szemben).
A 2005-06-os bajnokság volt a klub utolsó éve a Highbury-ben, majd búcsút intettek a klubnak 93 éven át otthont biztosító stadionnak. A negyedik helyezést és a Bajnokok Ligájában való szereplés jogát az utolsó játéknapon biztosította be a csapat 4-2-es Wigan felett aratott győzelemmel (valamint a Tottenham West Ham United-tól elszenvedett vereségével). Az Arsenal Highburyben elért eredményei: 2010 lejátszott mérkőzés során 1196 győzelem született, 475 döntetlen és mindössze 339 vereség. 4038 gólt lőttek az Ágyúsok és 1955-öt kaptak.
A szezon csúcspontja a csodálatos menetelés volt a Bajnokok Ligája sorozatban, ahol bejutottak a csapat a párizsi fináléba. A 12 mérkőzésen át tartó veretlenségi sorozat mellett 995 percig nem kaptak gólt, így megérdemelten jutott a csapat a döntőbe, ahol a spanyol Barcelona volt az ellenfele 2006. május 17-én a Stade de France stadionban. A döntőben Jens Lehmannt a 18. percben kiállították, de ennek ellenére az Arsenal szerezte meg a vezető találatot Sol Campbell fejesének köszönhetően. A második félidőben a spanyolok két késői góllal azonban fordítottak, így ők lettek a sorozat győztesei.

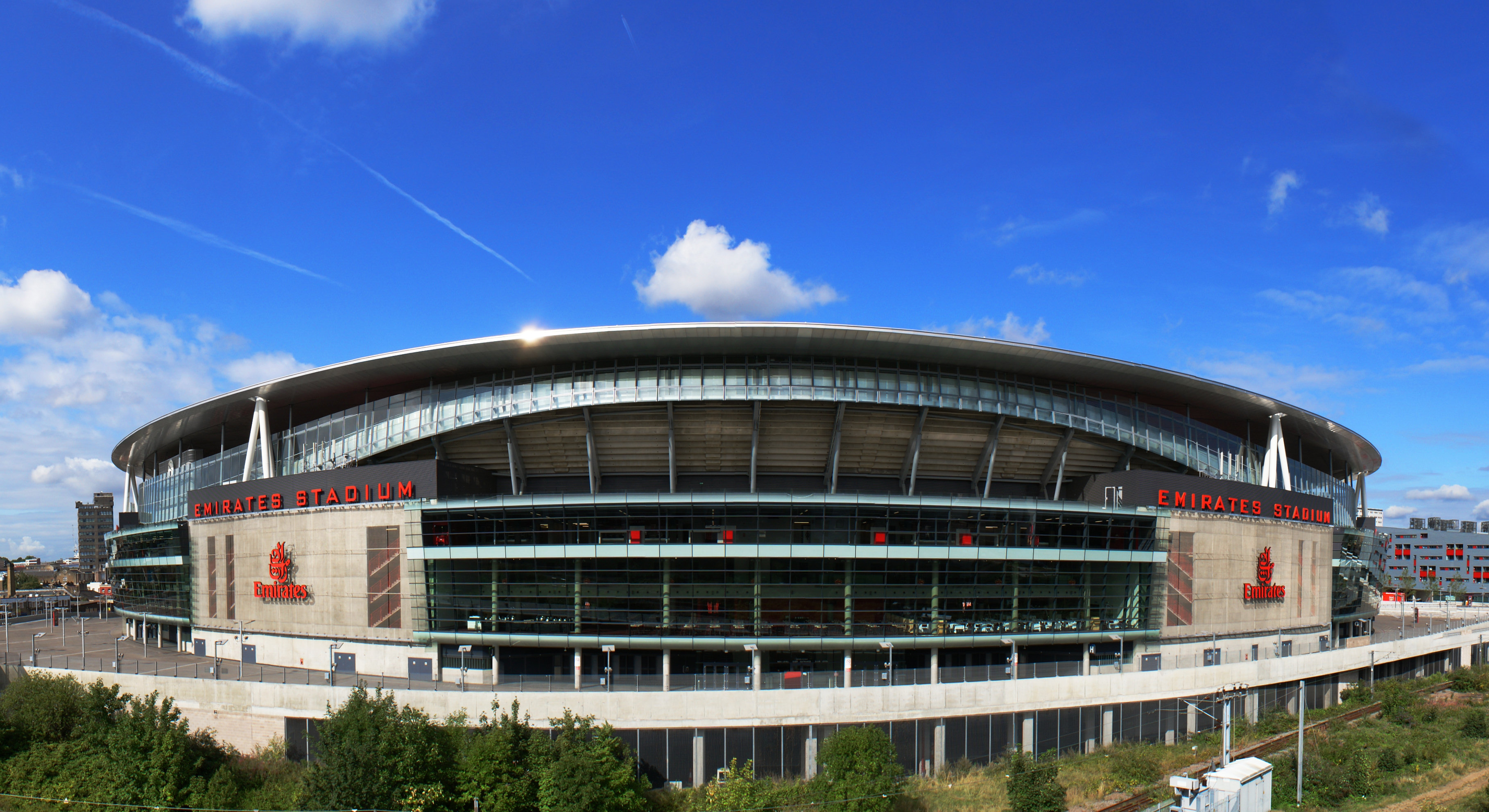
Emirates Stadion keleti oldal

Miközben az Arsenal készült az Emirates Stadionba költözésre az Ágyúsok csapatkapitánya és egyben legtöbb gólt szerző játékosa Thierry Henry újra elkötelezte magát az Arsenal mellett, mielőtt csatlakozott volna a világbajnoki döntőig menetelő francia válogatotthoz Németországban. 2006. július 6-án a klub elhagyta a Highbury-t, mely 93 éven keresztül a csapat otthonaként szolgált, és új otthonukba költöztek. Dennis Bergkamp, a legendás csatár Ajax elleni búcsúmérkőzése volt az első lejátszott mérkőzés az Emirates Stadionban.
A 2006-07-es szezon után az Arsenal csapatkapitánya Thierry Henry távozott a klubtól, és az FC Barcelonahoz igazolt.

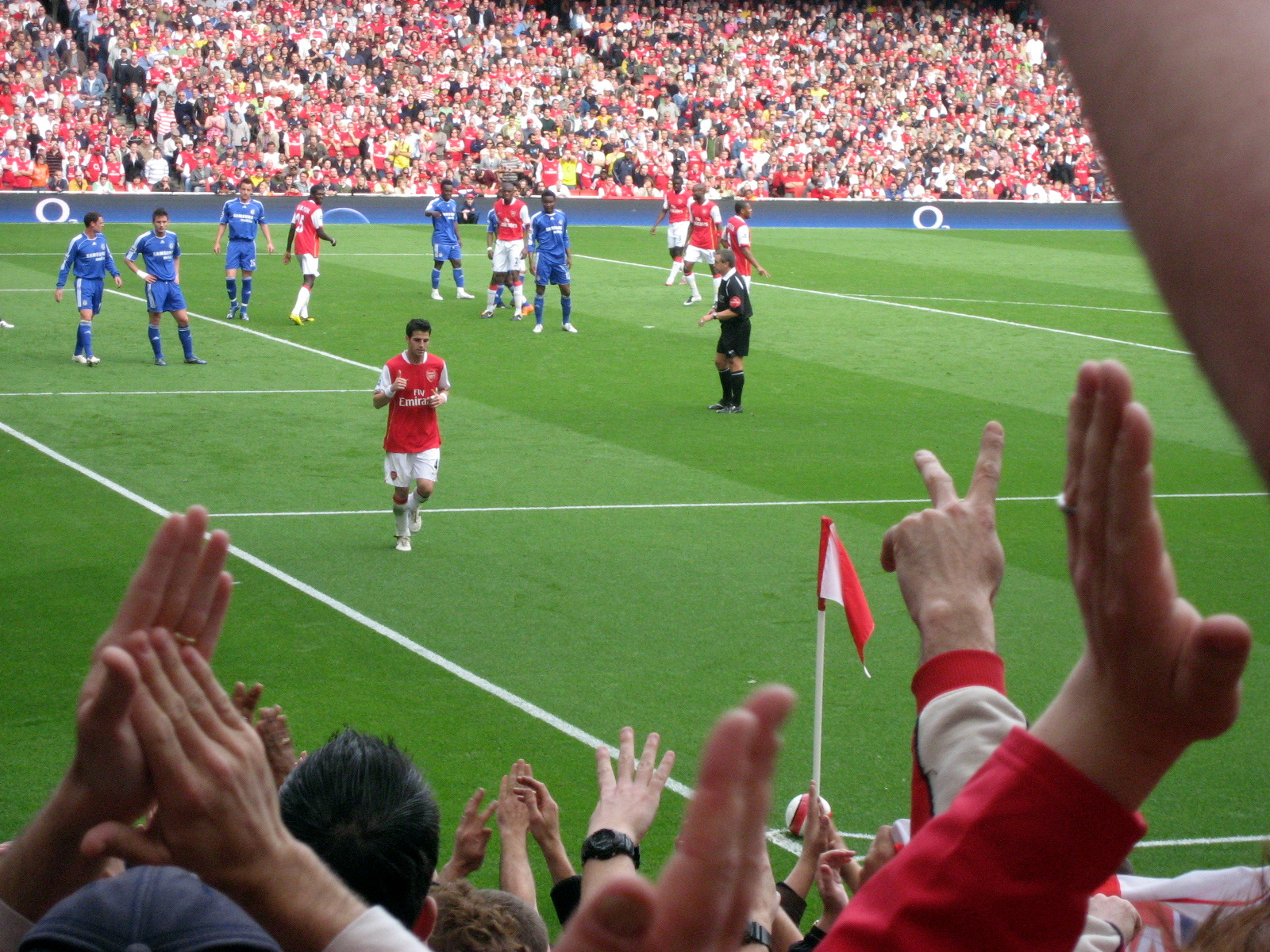
Meccskép az Emirates stadionból (2007)

Eközben a megújult Arsenal várva várta az új 2007-08-as szezon-nyitányt. A klub meglepően az első fordulóban a Fulham-et 2-1-re legyőzve győzelemmel kezdett a bajnokságban. A csapat nagyszerűen menetelt végig szinte ebben az idényben, de mint a legtöbb csapatnál itt is bekövetkeztek az állandó sérülések, a lendület visszaesése és persze a fáradtság is. Az FA-kupában a Manchester United, a Liga-kupában a Tottenham, a Bajnokok Ligájából pedig a Liverpool búcsúztatta az Ágyusokat. A bajnokságban pedig a harmadik helyet szerezték meg Wenger fiai. Mindezek ellenére remek szezont tudhattak maguk mögött.
A következő szezon előtt távozott az "ágyúsok" német válogatott kapusa, Jens Lehmann, aki elképesztő védéseivel és botrányaival is nyomot hagyott az angol labdarúgás történetében, valamint a brazil szűrő, Gilberto Silva, de érkezett a kreatív francia szélső Samir Nasri és a tehetséges walesi belső középpályás, Aaron Ramsey. Jens Lehmannt Manuel Almunia pótolta a kapuban, aki már az ezt megelőző szezonban is rendszeresen védhetett, de ezúttal messze nem tudott olyan kiválóan teljesíteni. Az Arsenal szezonnyitó mérkőzésén Nasrinak mindössze négy percre volt szüksége, hogy betaláljon, ez volt a szezon első gólja is.

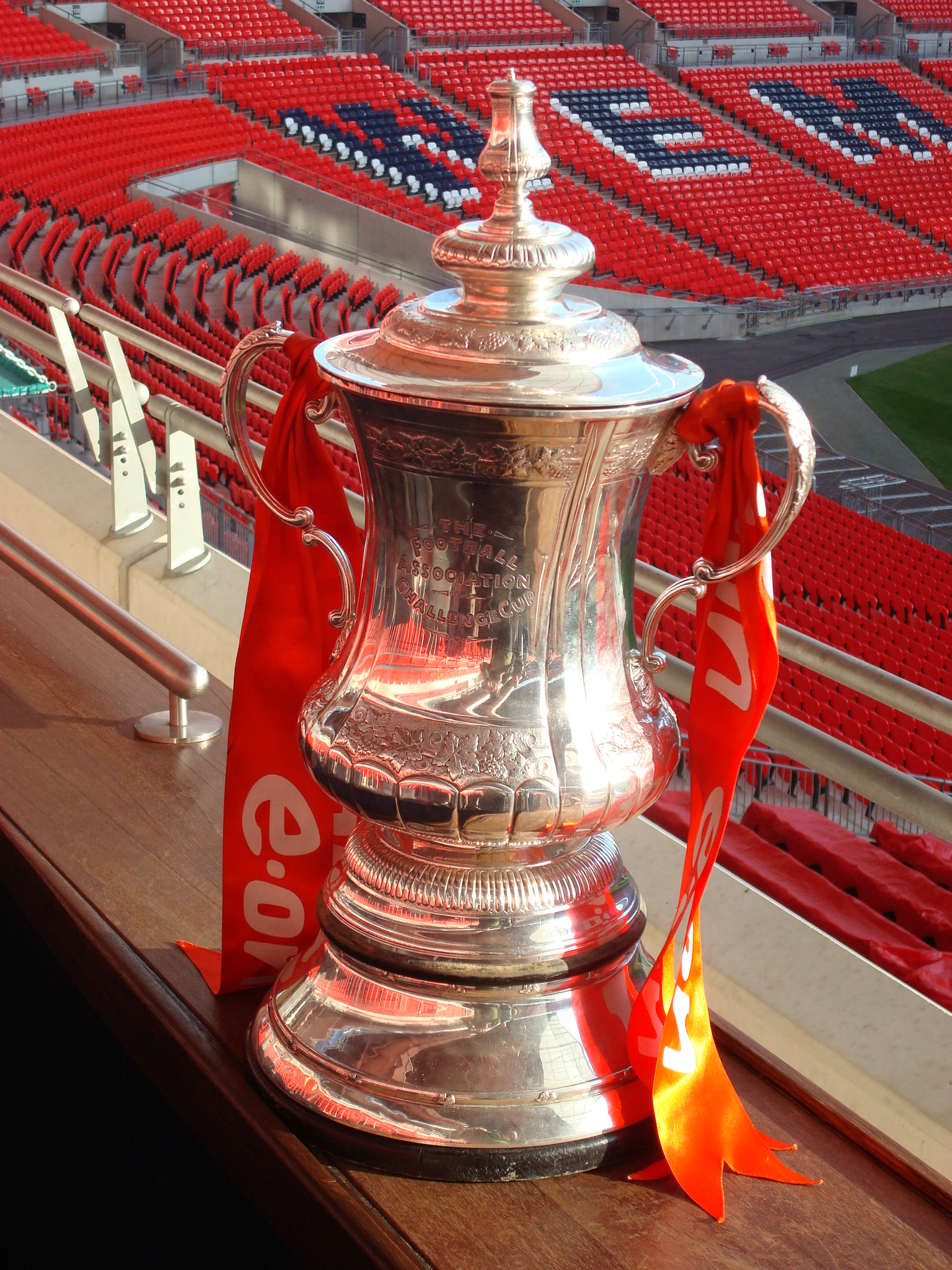
Az Arsenal 13-szoros FA kupa győztes

Az Emirates Stadion megépítése sok pénzébe került a klubnak, és ez meglátszott az igazolásokon, valamint ennek következtében az eredményeken is. 2005-től kezdődően kilenc évig nem sikerült semmilyen trófeát a klub vitrinjébe helyezni, és ezért nagyon sok kritika érte Arsène Wengert és a vezetőséget. A csapat a 2002-ben visszavonuló Tony Adams óta folyamatosan veszíti el kapitányait: először Patrick Vieira hagyta el a klubot a Juventus FC kedvéért, majd 2008-ban Henry, 2010-ben Fabregas igazolt a Barcelonához. 2012-ben Robin van Persie igazolt a Manchester Unitedhoz, ezzel Thomas Vermaelenre hagyva a karszalagot, aki 2014 nyarán a Barcába távozott. Az új igazolások messze nem elégítették ki a szurkolók igényeit, de bizalmuk továbbra is töretlen volt a francia menedzser iránt.
2014-ben sok évnyi várakozás után végre trófeát nyert a csapat. Az FA-kupa serleget emelhette a magasba az akkori csapatkapitány, Thomas Vermaelen. Az idény előtti átigazolási időszakban a klub végre kész játékost igazolt Mesut Özil személyében. A 2014-es angol szuperkupa döntőjét is megnyerte a klub, így rövid időn belül második trófeáját szerezte meg a csapat. Ezeket a trófeákat (FA-kupa és angol szuperkupa) 2015-ben, és 2017-ben is megnyerte a csapat, így Wenger utolsó éveiben még pár trófeát meg tudott szerezni. A bajnokságban 2016-ig folyamatosan BL indulást érő helyen zártak, de 2017-ben már csak ötödikek lettek. Emiatt a klub a 2017-18-as szezonban már csak az Európa-Ligában vehetett részt, ahol egészen az elődöntőig jutottak, ahol a későbbi győztes Atlético Madrid ellen estek ki. Ebben a szezonban már csak a hatodik helyen végzett a csapat és mivel semmilyen kiemelkedő eredményt nem tudott elérni a klub, az év végén 22 év után távozott Wenger, akit a spanyol Unai Emery váltott a kispadon a szezon után.

### A Wenger-éra után
A legendás menedzser távozását sikertelen évek követték, a csapat ötödik és nyolcadik lett az angol bajnokságban. Unai Emery-t alig másfél év után Freddie Ljungberg, majd Mikel Arteta követte a csapat kispadján. Arteta megnyerte a csapattal az FA kupát és az angol szuperkupát 2020-ban.
2021 áprilisában az Arsenal egyike volt azon 12 klubnak, amely megegyezett az Európai Szuperliga megalapításában. A csapat két nappal a bejelentés után kilépett a projektből.

## A klub történetének 50 legnépszerűbb játékosa[11]
A legjobb játékosokra világszerte több ezer Arsenal rajongó szavazott 2008-ban.
| 1. Thierry Henry 2. Dennis Bergkamp 3. Tony Adams 4. Ian Wright 5. Patrick Vieira 6. Robert Pirès 7. David Seaman 8. Liam Brady 9. Charlie George 10. Pat Jennings | 1. Fredrik Ljungberg 2. Marc Overmars 3. Nwankwo Kanu 4. David O'Leary 5. Sol Campbell 6. David Rocastle 7. Pat Rice 8. Cliff Bastin 9. Ray Parlour 10. Cesc Fàbregas | 1. Lee Dixon 2. Emmanuel Petit 3. Brian Talbot 4. John Radford 5. Ashley Cole 6. Paul Merson 7. Alan Smith 8. Charlie Nicholas 9. Nicolas Anelka 10. Robin van Persie | 1. Ted Drake 2. Nigel Winterburn 3. Sylvain Wiltord 4. Danny Clapton 5. Sammy Nelson 6. Kenny Sansom 7. Michael Thomas 8. Steve Williams 9. Bob Wilson 10. George Armstrong | 1. George Eastham 2. George Graham 3. Andy Ducat 4. Malcolm Macdonald 5. Alan Ball 6. Alex James 7. Frank Stapleton 8. Tony Woodcock 9. David Jack 10. Peter Storey |

## Játékosok

### Jelenlegi keret
2024. december 31-én frissítve.
A vastaggal jelzett játékosok felnőtt válogatottsággal rendelkeznek.
A dőlttel jelzett játékosok kölcsönben szerepelnek a klubnál.
| Mezszám                | Név                  | Nemzetiség        | Születési hely       | Születési idő (kor)            | Korábbi csapat            | Érték (€)   | Szerződés lejárta |
| Kapusok                | Kapusok              | Kapusok           | Kapusok              | Kapusok                        | Kapusok                   | Kapusok     | Kapusok           |
| ---------------------- | -------------------- | ----------------- | -------------------- | ------------------------------ | ------------------------- | ----------- | ----------------- |
| 22                     | David Raya           | SPA               | Barcelona            | 1995. szeptember 15. (29 éves) | Brentford FC              | 35 000 000  | 2024.06.30.       |
| 32                     | Neto                 | BRA               | Araxá                | 1989. július 19. (36 éves)     | AFC Bournemouth           | 2 000 000   | 2025.06.30.       |
| Védők                  |                      |                   |                      |                                |                           |             |                   |
| 2                      | William Saliba       | FRA · CMR         | Bondy                | 2001. március 24. (24 éves)    | AS Saint-Étienne          | 80 000 000  | 2027.06.30.       |
| 3                      | Kieran Tierney       | SCO · Isle of Man | Douglas              | 1997. június 5. (28 éves)      | Real Sociedad             | 12 000 000  | 2025.06.30.       |
| 4                      | Ben White            | ENG               | Poole                | 1997. október 8. (27 éves)     | Brighton & Hove Albion FC | 55 000 000  | 2028.06.30.       |
| 6                      | Gabriel Magalhães    | BRA               | São Paulo            | 1997. december 19. (27 éves)   | Lille OSC                 | 75 000 000  | 2027.06.30.       |
| 12                     | Jurriën Timber       | holland · Curacao | Utrecht              | 2001. június 17. (24 éves)     | AFC Ajax                  | 45 000 000  | 2028.06.30        |
| 15                     | Jakub Kiwior         | POL               | Tychy                | 2000. február 15. (25 éves)    | Spezia Calcio             | 28 000 000  | 2028.06.30.       |
| 17                     | Olekszandr Zincsenko | UKR               | Radomyšl             | 1996. december 15. (28 éves)   | Manchester City FC        | 42 000 000  | 2026.06.30.       |
| 18                     | Tomijaszu Takehiro   | JPN               | Fukuoka              | 1998. november 5. (26 éves)    | Bologna FC 1909           | 30 000 000  | 2026.06.30.       |
| 33                     | Riccardo Calafiori   | olasz             | Róma                 | 2002. május 19. (23 éves)      | [[Bologna FC] 1909]       | 45 000 000  | 2029.06.30.       |
| 49                     | Myles Lewis-Skelley  | angol · Barbados  | London               | 2006. szeptember 26. (18 éves) | Utánpótlásból került fel  | 10 000 000  | Nem publikus      |
| Középpályások          |                      |                   |                      |                                |                           |             |                   |
| 5                      | Thomas Partey        | GHA               | Odumase Krobo        | 1993. június 13. (32 éves)     | Atlético de Madrid        | 15 000 000  | 2025.06.30.       |
| 8                      | Martin Ødegaard      | NOR               | Drammen              | 1998. december 17. (26 éves)   | Real Madrid CF            | 110 000 000 | 2028.06.30.       |
| 20                     | Jorginho             | ITA · BRA         | Imbituba             | 1991. december 20. (33 éves)   | Chelsea FC                | 15 000 000  | 2024.06.30.       |
| 23                     | Mikel Merino         | spanyol           | Pamplona             | 1996. június 22. (29 éves)     | Real Sociedad             | 45 000 000  | 2028.06.30.       |
| 29                     | Kai Havertz          | GER               | Aachen               | 1999. június 11. (26 éves)     | Chelsea FC                | 75 000 000  | 2028.06.30.       |
| 41                     | Declan Rice          | ENG · ír          | London               | 1999. január 14. (26 éves)     | West Ham United FC        | 110 000 000 | 2028.06.30.       |
| 53                     | Ethan Nwaneri        | angol · NGA       | London               | 2007. március 21. (18 éves)    | Utánpótlásból került fel  | 30 000 000  | Nem publikus      |
| Támadók                |                      |                   |                      |                                |                           |             |                   |
| 7                      | Bukayo Saka          | ENG · NGR         | London               | 2001. szeptember 5. (23 éves)  | Utánpótlásból került fel  | 150 000 000 | 2027.06.30.       |
| 9                      | Gabriel Jesus        | BRA               | São Paulo            | 1997. április 3. (28 éves)     | Manchester City FC        | 45 000 000  | 2027.06.30.       |
| 11                     | Gabriel Martinelli   | BRA · ITA         | Guarulhos            | 2001. június 18. (24 éves)     | Ituano FC                 | 55 000 000  | 2027.06.30.       |
| 19                     | Leandro Trossard     | belga             | Waterschei           | 1994. december 4. (30 éves)    | Brighton & Hove Albion FC | 38 000 000  | 2026.06.30.       |
| 30                     | Raheem Sterling      | angol · JAM       | Kingston             | 1994. december 8. (30 éves)    | Chelsea FC                | 22 000 000  | 2025.06.30.       |
|                        | Marquinhos           | BRA               | São Paulo            | 2003. április 7. (22 éves)     | Fluminense FC             | 6 000 000   | 2027.06.30.       |
| Kölcsönadott játékosok |                      |                   |                      |                                |                           |             |                   |
| Név                    | Poszt                | Nemzetiség        | Születési hely       | Születési idő (kor)            | Kölcsönben itt            | Érték (€)   | Kölcsön lejárta   |
| Karl Hein              | Kapus                | észt              | Põlva                | 2002. április 13. (23 éves)    | Real Valladolid CF        | 3 000 000   | 2025.06.30.       |
| Nuno Tavares           | Védő                 | POR · CPV         | Lisszabon            | 2000. január 26. (25 éves)     | Nottingham Forest FC      | 25 000 000  | 2025.06.30.       |
| Albert Sambi Lokonga   | Középpályás          | belga · COD       | Verviers             | 1999. október 22. (25 éves)    | Sevilla FC                | 12 000 000  | 2025.06.30.       |
| Fábio Vieira           | Középpályás          | POR               | Santa Maria da Feira | 2000. május 30. (25 éves)      | FC Porto                  | 22 000 000  | 2025.06.30.       |
| Reiss Nelson           | Támadó               | ENG · Jamaika     | London               | 1999. december 10. (25 éves)   | Fulham FC                 | 18 000 000  | 2025.06.30.       |

## Szakmai stáb
2023. október 06.szerint
| Pozíció                           | Név                 |
| --------------------------------- | ------------------- |
| Első csapat menedzser             | Mikel Arteta        |
| Segédedzők                        | Steve Round         |
| Segédedzők                        | Albert Stuivenberg  |
| Segédedzők                        | Carlos Cuesta       |
| Segédedzők                        | Andreas Georgson    |
| Segédedzők                        | Miguel Molina       |
| Kapusedző                         | Iñaki Caña Pavon    |
| Fitnessz edző                     | Barry Solan         |
| Fitnessz edző                     | Sam Wilson          |
| Technikai edző                    | Nicolas Jover       |
| Videóelemző                       | Kevin Balvers       |
| Videóelemző                       | Andrew Moschini     |
| Mérkőzéselemző                    | Stephen Collins     |
| Mérkőzéselemző                    | Sam Hayball         |
| Mérkőzéselemző                    | James Krause        |
| Mérkőzéselemző                    | Ben Chadwick        |
| Sportigazgató                     | Edú Gaspar          |
| Futballigazgató                   | Richard Garlick     |
| Felderítő                         | Daniel Karbassiyoon |
| Felderítő                         | Roger Smith         |
| Felderítő                         | Everton Gushiken    |
| Felderítő                         | Jonathan Vidallè    |
| Felderítő                         | Eddie Prenderville  |
| Felderítő                         | Alex Stafford       |
| Felderítő                         | John Jensen         |
| Felderítő                         | Mark Curtis         |
| Felderítő                         | Sergiu Cebotari     |
| Felderítő                         | Antoni Lima         |
| Felderítő                         | Romain Poirot       |
| Felderítő                         | Florian Blüchel     |
| Felderítő                         | Steve Leonard       |
| Utánpótlás felderítés vezető      | Mohamed Abdulaziz   |
| Utánpótlás felderítő              | Richard Rangsi      |
| Utánpótlás felderítő              | Stephen Deans       |
| Utánpótlás felderítő              | TJ Popoola          |
| Utánpótlás felderítő              | Tristan Lewis       |
| Tehetség gondozás koordinátor     | Ayo Durojaiye       |
| Utánpótlás felderítés koordinátor | Steve Brown         |
| Klubdoktor                        | Florence Newton     |
| Fizioterapeuta                    | Simon Murphy        |
| Fizioterápia vezető               | Jordan Reece        |
| Táplálkozási szakember            | Tom-Geeson Brown    |
| Egeszségügyi vezető               | Takahiro Yamamoto   |
| Kölcsönjátékos menedzser          | Ben Knapper         |
| Akadémia edző                     | Per Mertesacker     |
| U21-es csapat edző                | Mehmet Ali          |
| Teljesítmény-menedzsment          | Matthew Walker      |

## Korábbi játékosok
Lásd: Az Arsenal FC labdarúgóinak listája

## Klubrekordok[14]

### Gólrekorderek
2012. január 10. szerint.
(Zárójelben a mérkőzések száma)
| # | Név           | Angol Bajnokság | FA Kupa | Liga Kupa | Európai Bajnokságok | Angol Szuperkupa | Összesen  |
| - | ------------- | --------------- | ------- | --------- | ------------------- | ---------------- | --------- |
| 1 | Thierry Henry | 175 (258)       | 08 (26) | 02 0(3)   | 42 (86)             | 1 (4)            | 228 (377) |
| 2 | Ian Wright    | 128 (221)       | 12 (16) | 29 (29)   | 15 (21)             | 1 (1)            | 185 (288) |
| 3 | Cliff Bastin  | 150 (350)       | 26 (42) | 00 0(0)   | 00 0(0)             | 2 (4)            | 178 (396) |

Egy szezon alatt*

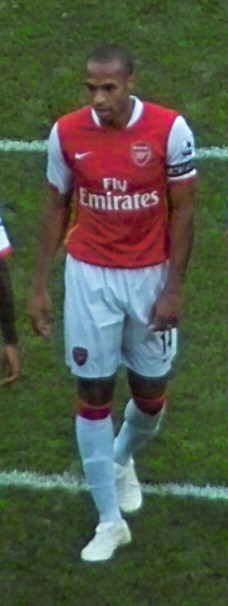
Thierry Henry (1999-2007)

- A legtöbb gólt szerző Arsenal játékos: 44 Ted Drake az 1934-35-ös szezonban.
- A legtöbb angol bajnoki gólt szerző Arsenal játékos: 42 Ted Drake 1934-35-ös szezonban.
- A legtöbb Premier Liga gólt szerző Arsenal játékos: 30 Thierry Henry 2003-04-es szezonban.

A legtöbb gólt szerző Arsenal játékos, egy meccsen*
- 7 Ted Drake 1935. december 14-én, az Aston Villa elleni bajnokin, idegenben.
- A Highburyben: 5 Jack Lambert 1932. december 24-én a Sheffield United elleni bajnokin.
- FA kupa meccsen, a Highburyben: 4 Cliff Bastin 1932. január 9-én a Darwen elleni meccsen.
- FA Kupa meccsen, idegenben: 4 Ted Drake 1937. február 20-án a Burnley elleni meccsen.
- Európai kupamérkőzésen: 4 Alan Smith 1991. szeptember 18-án az FK Austria Wien elleni hazai meccsen.
- Liga Kupa meccsen: 4 Júlio Baptista 2007. január 9-én a Liverpool FC ellen, idegenben.

A legtöbb kapott gól egy játékostól, egy meccsen*
- A Highburyben: 4 Bobby Tambling 1964. március 14-én, a Chelsea elleni bajnokin.
- Idegenben:
- 4 Lionel Messi 2010. április 6-án, a FC Barcelona elleni UEFA-bajnokok ligája meccsen.
- 4 Colin Booth 1956. november 10-én, a Wolverhampton Wanderers elleni bajnokin.
- 4 Billy Walker 1920. augusztus 20-án, az Aston Villa elleni bajnokin.

Egy hazai meccsen a legutóbbi 4, több mint 3 gólt szerző Arsenal játékos:
- 4 Thierry Henry 2004. április 16-án a Leeds United elleni bajnokin.
- 4 Ian Wright 1991. december 21-én az Everton elleni bajnokin.
- 4 Alan Smith 1991. szeptember 18-án az FK Austria Wien elleni Európa Kupa meccsen.
- 4 Cliff Holton 1956. október 6-án a Manchester City FC elleni bajnokin.

Egy idegenbeli meccsen a legutóbbi 4, több mint 3 gólt szerző Arsenal játékos:
- 4 Andrej Arsavin 2009. április 21-én a Liverpool FC elleni bajnokin.
- 4 Júlio Baptista 2007. január 9-én a Liverpool FC elleni Liga Kupa meccsen.
- 5 Tony Woodcock 1983. október 29-én az Aston Villa elleni bajnokin.
- 4 David Herd 1958. szeptember 6-án az Everton elleni bajnokin.

A legfiatalabb gólszerző*
- Cesc Fàbregas 2003. december 2-án, 16 évesen és 212 naposan a Wolverhampton Wanderers elleni Liga Kupa meccsen.
- Angol bajnoki/Premier Liga meccsen: Cesc Fàbregas 17 évesen és 113 naposan, 2004. augusztus 25-én a Blackburn ellen.
- Európai kupameccsen: Cesc Fàbregas 2004. december 7-én, 17 évesen és 217 naposan a Rosenborg BK elleni UEFA-bajnokok ligája meccsen.
- FA Kupa meccsen: Cliff Bastin 1930. január 11-én, 17 évesen és 303 naposan a Chelsea ellen.
- Aki mesterhármast ért el: John Radford 1965. január 2-án, 17 évesen és 315 naposan a Wolverhampton Wanderers elleni bajnokin.

A legtöbb UEFA-bajnokok ligája gólt szerző Arsenal játékos: 35 Thierry Henry.
A leghamarabb szerzett gól: Gilberto Silva a 20. másodpercben, 2002. szeptember 25-én a PSV Eindhoven elleni UEFA-bajnokok ligája meccsen.

### Meccsrekorderek
2011. március 16. szerint.
(Zárójelben a gólok száma)
| # | Név              | Angol Bajnokság | FA Kupa | Liga Kupa | Európai Bajnokságok | Angol Szuperkupa | Összesen  |
| - | ---------------- | --------------- | ------- | --------- | ------------------- | ---------------- | --------- |
| 1 | David O'Leary    | 558 0(11)       | 70 0(1) | 70 0(2)   | 21 0(0)             | 3 (0)            | 722 0(14) |
| 2 | Tony Adams       | 504 0(32)       | 53 0(8) | 59 0(5)   | 48 0(3)             | 4 (0)            | 668 0(48) |
| 3 | George Armstrong | 500 0(53)       | 60 (10) | 35 0(3)   | 26 0(2)             | 0 (0)            | 621 0(68) |

A legfiatalabb pályára lépő*

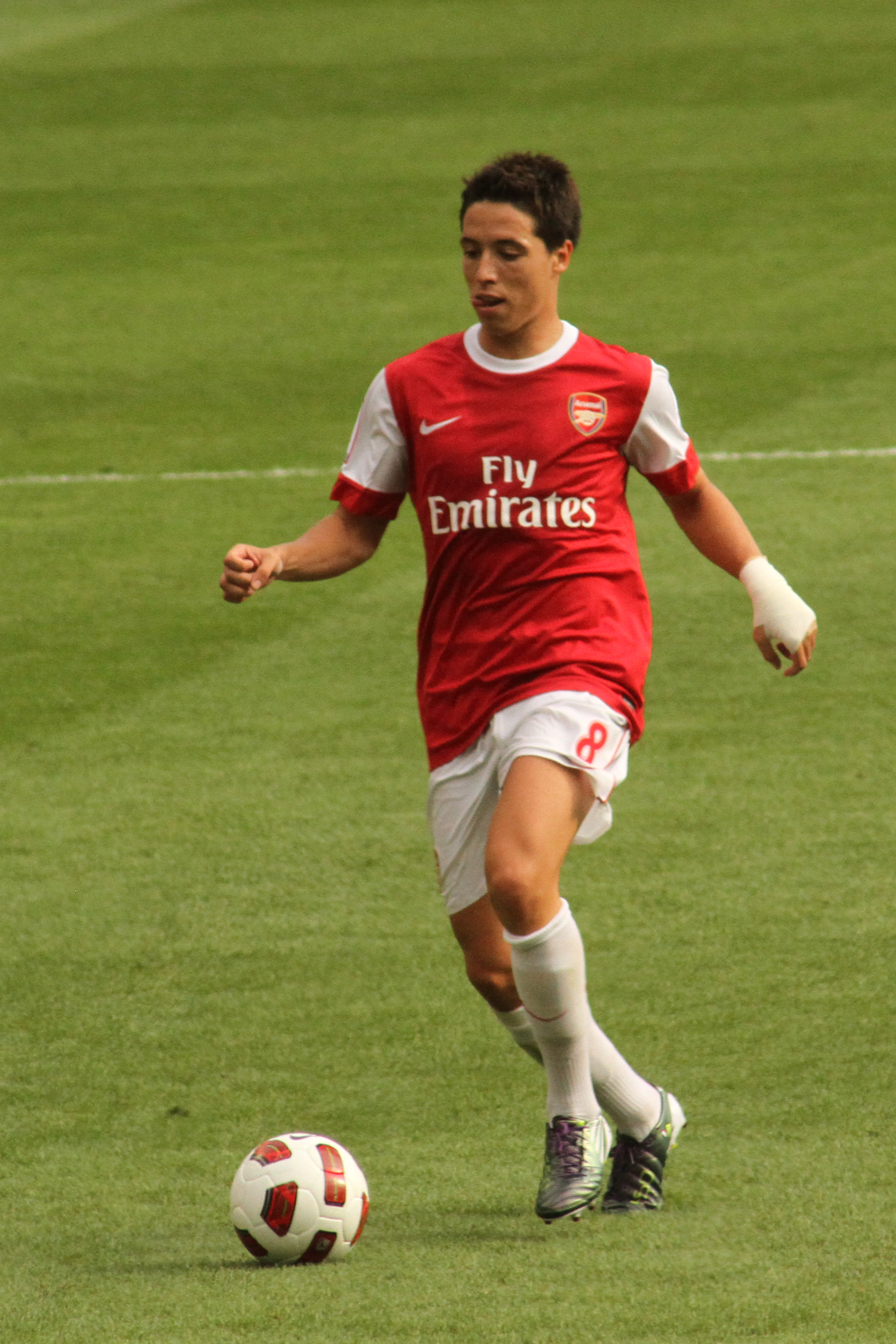
Samir Nasri, az Arsenal tradicionális piros-fehér mezében.

- Cesc Fàbregas 2003. október 28-án, 16 évesen és 177 naposan a Rotherham United elleni Liga Kupa meccsen.
- Angol bajnoki/Premier Liga meccsen: Jack Wilshere 2008. szeptember 13-án, 16 évesen és 256 naposan a Blackburn Rovers FC ellen.
- Európai kupameccsen: Jack Wilshere 2008. november 25-én, 16 évesen és 329 naposan a Dinamo Kijev elleni UEFA-bajnokok ligája meccsen.
- FA Kupa meccsen: Stewart Robson 1982. január 2-án, 17 évesen és 57 naposan a Tottenham Hotspur FC ellen.

A legidősebb pályára lépő*
- Jock Rutherford 1926. március 20-án, 41 évesen és 159 naposan a Manchester City FC elleni bajnokin.
- Premier Liga mérkőzésen: John Lukic 2000. november 11-én, 39 évesen és 336 naposan a Derby County FC ellen.
- UEFA-bajnokok ligája meccsen: John Lukic 2000. október 17-én, 39 évesen és 311 naposan a SS Lazio ellen.

### A leghosszabb sorozatok
| Győzelem (Minden meccs)                          | 14/14 | 1987. szeptember 12-től 1987. november 11-ig, illetve 2002. február 10-től 2002. augusztus 18-ig |
| Döntetlen (Minden meccs)                         | 6     | 1961. március 4-től 1961. április 1-ig                                                           |
| Vereség (Minden meccs)                           | 8     | 1977. február 12-től 1977. március 12-ig                                                         |
| Angol bajnoki győzelem                           | 10    | 1987. szeptember 12-től                                                                          |
| Premier Liga győzelem                            | 14    | 2002. február 10-től                                                                             |
| Győzelmek a szezon kezdetétől                    | 8/6/4 | (1903/04),(1947/48),(2003/2004)                                                                  |
| Angol bajnoki vereség                            | 7     | 1977. február 12-től                                                                             |
| Premier Liga vereség                             | 4/4   | 1992. november 21-től illetve 1995. március 5-től                                                |
| Angol bajnoki döntetlen                          | 6     | 1961. március 4-től                                                                              |
| Premier Liga döntetlen                           | 5     | 1994. január 3-tól                                                                               |
| Veretlenség (Minden meccs)                       | 28    | 2007. április 9. – 2007. november 24-ig                                                          |
| Veretlenség (Angol bajnoki)                      | 26    | 1990. április 28-tól                                                                             |
| Veretlenség (Premier Liga)                       | 49    | (Angol rekord) 2003. május 7. – 2004. október 24-ig                                              |
| Veretlenség a szezon kezdetétől (Angol bajnoki)  | 23    | 1990. augusztus 25. – 1991. február 2-ig                                                         |
| Veretlenség a szezon kezdetétől (Premier Liga)   | 38    | Teljes szezonon át, 2003. augusztus 16. – 2004. május 15-ig                                      |
| Veretlenség hazai (Angol bajnoki) meccseken      | 33    | 1902. november 1-jétől                                                                           |
| Veretlenség hazai (Premier Liga) meccseken       | 32    | 2003. május 7-től                                                                                |
| Győzelem nélkül (Minden meccs)                   | 19    | 1912. szeptember 28-tól                                                                          |
| Győzelem nélkül (Angol bajnoki)                  | 23    | 1912. szeptember 28-tól                                                                          |
| Győzelem nélkül (Premier Liga)                   | 8     | 1992. november 21-től                                                                            |
| Megnyert meccsek hazai pályán (Angol bajnoki)    | 15    | 1903. szeptember 5-től                                                                           |
| Megnyert meccsek hazai pályán (Premier Liga)     | 12    | 2001. február 23-tól                                                                             |
| Megnyert meccsek vendég pályán (Angol bajnoki)   | 6     | 1977. október 22-től                                                                             |
| Megnyert meccsek vendég pályán (Premier Liga)    | 8     | 2002. január 23-tól                                                                              |
| Elvesztett meccsek hazai pályán (Angol bajnoki)  | 4x(3) | A legutóbbi 1959. november 14-től                                                                |
| Elvesztett meccsek hazai pályán (Premier Liga)   | 2x(4) | A legutóbbi 1995. december 30-tól                                                                |
| Elvesztett meccsek vendég pályán (Angol bajnoki) | 13    | 1924. december 13-tól                                                                            |
| Elvesztett meccsek vendég pályán (Premier Liga)  | 4/4   | 1992. november 21-től illetve 1995. március 8-tól                                                |
| Győzelem nélkül hazai pályán (Angol bajnoki)     | 16    | 1911. április 27-től                                                                             |
| Győzelem nélkül hazai pályán (Premier Liga)      | 8     | 1994. november 6-tól                                                                             |
| Veretlenség vendég pályán (Angol bajnoki)        | 13    | 1990. május 5-től                                                                                |
| Veretlenség vendég pályán (Premier Liga)         | 23    | 2001. augusztus 18-tól                                                                           |
| Győzelem nélkül vendég pályán (Angol bajnoki)    | 15    | 1928. január 7-től                                                                               |
| Győzelem nélkül vendég pályán (Premier Liga)     | 6x(4) | A legutóbbi 1999. december 26-tól                                                                |
| Kapott gól nélkül (Angol bajnoki)                | 8     | 1903. április 10-től                                                                             |
| Kapott gól nélkül (Premier Liga)                 | 6     | 1999. december 26-tól                                                                            |
| Lőtt gól nélkül (Angol bajnoki)                  | 6     | 1987. február 25-től                                                                             |
| Lőtt gól nélkül (Premier Liga)                   | 4     | 1992. november 21-től                                                                            |
| Legalább 1 rúgott gól (Angol bajnoki)            | 31    | 1930. május 3-tól                                                                                |
| Legalább 1 rúgott gól (Premier Liga)             | 55    | (Angol rekord) 2001. május 19. – 2002. december 7-ig                                             |
| Legalább 1 kapott gól (Angol bajnoki)            | 39    | 1930. április 2-től                                                                              |
| Legalább 1 kapott gól (Premier Liga)             | 11    | 2001. december 9-től                                                                             |

### A legmeglepőbb eredmények
2011. március 16. szerint.
- Győzelem hazai pályán: 12-0 1900. március 12-én, a Loughborough Town elleni bajnokin. Szintén 12-0 az Ashford United elleni FA Kupa meccsen 1893. október 14-én.
- Győzelem vendég pályán: 7-0 1993. november 3-án a Standard Liege elleni European Cup Winners meccsen.
- Vereség hazai pályán: 0-6 1899. január 28-án a Derby County elleni FA Kupa meccsen.
- Vereség vendég pályán: 0-8 1896. december 12-én a Loughborough Town elleni bajnokin.
- Döntetlen hazai pályán: 4-4 2008. október 29-én a Tottenham elleni bajnokin.
- Döntetlen vendég pályán: 6-6 1930. április 21-én a Leicester City elleni bajnokin.

## Menedzserek, a kezdetektől napjainkig
2023. augusztus 26. szerint.

| Név              | Nemzetiség | Időszak     | Mérkőzések száma | Győzelmi arány | Trófeák száma |
| ---------------- | ---------- | ----------- | ---------------- | -------------- | ------------- |
| Mikel Arteta     | Spanyol    | 2019 -      | 172              | 58,14%         | 3             |
| Unai Emery       | Spanyol    | 2018 – 2019 | 78               | 55,13%         | 0             |
| Arsène Wenger    | Francia    | 1996 – 2018 | 1, 235           | 57,25%         | 17            |
| Pat Rice         | Északír    | 1996        | 4                | 75%            | 0             |
| Stewart Houston  | Skót       | 1996        | 6                | 33,3%          | 0             |
| Bruce Rioch      | Skót       | 1995 – 1996 | 47               | 46,8%          | 0             |
| Stewart Houston  | Skót       | 1995        | 19               | 36,8%          | 0             |
| George Graham    | Skót       | 1986 – 1995 | 460              | 48,9%          | 7             |
| Steve Burtenshaw | Angol      | 1986        | 11               | 27,2%          | 0             |
| Don Howe         | Angol      | 1983 – 1986 | 116              | 48,2%          | 0             |
| Terry Neill      | Északír    | 1976 – 1983 | 414              | 45,1%          | 1             |
| Bertie Mee       | Angol      | 1966 – 1976 | 539              | 44,7%          | 3             |
| Billy Wright     | Angol      | 1962 – 1966 | 182              | 38,4%          | 0             |
| George Swindin   | Angol      | 1958 – 1962 | 179              | 39,1%          | 0             |
| Jack Crayston    | Angol      | 1956 – 1958 | 77               | 42,8%          | 0             |
| Tom Whittaker    | Angol      | 1947 – 1956 | 428              | 47,1%          | 5             |
| George Allison   | Angol      | 1934 – 1947 | 283              | 46,2%          | 4             |
| Joe Shaw         | Angol      | 1934        | 23               | 60,8%          | 0             |
| Herbert Chapman  | Skót       | 1925 – 1934 | 403              | 49,8%          | 8             |
| Leslie Knighton  | Angol      | 1919 – 1925 | 267              | 34,4%          | 0             |
| George Morrell   | Skót       | 1908 – 1919 | 294              | 35,3%          | 0             |
| Phil Kelso       | Skót       | 1904 – 1908 | 151              | 41,7%          | 0             |
| Harry Bradshaw   | Angol      | 1899 – 1904 | 189              | 50,7%          | 0             |
| George Elcoat    | Angol      | 1898 – 1899 | 43               | 53,4%          | 0             |
| Thomas Mitchell  | Skót       | 1897 – 1898 | 26               | 53,8%          | 0             |
| Sam Hollis       | Angol      | 1894 – 1897 | 95               | 45,2%          | 0             |

## Szponzorok
| Főszponzorok                | Hivatalos partnerek | Regionális partnerek                                                    |
| --------------------------- | --- | ----------------------------------------------------------------------- |
| Adidas Emirates VisitRwanda | Acronis Ball Corporation EToro Konami Prime Hydration Santa Rita Socios.com Sokin Sportsbet.io Statsports Ultimate Champions | Cadbury Camden Town Brewery Extramarks Lavazza Octopus Energy Therabody |

## Sikerlista
- 13-szoros angol bajnok: 1930–31, 1932–33, 1933–34, 1934–35, 1937–38, 1947–48, 1952–53, 1970–71, 1988–89, 1990–91, 1997–98, 2001–02, 2003–04
- 14-szeres FA kupa győztes (rekord): 1929–30, 1935–36, 1949–50, 1970–71, 1978–79, 1992–93, 1997–98, 2001–02, 2002–03, 2004–05, 2013–14, 2014–15, 2016–17, 2019–20
- 2-szeres Ligakupa győztes: 1986–87, 1992–93
- 17-szeres Community Shields/Charity Shields győztes: 1930, 1931, 1933, 1934, 1938, 1948, 1953, 1991 (megosztva), 1998, 1999, 2002, 2004, 2014, 2015, 2017, 2020, 2023[17]
- 1-szeres Kupagyőztesek Európa-kupája-győztes: 1993–1994
- 1-szeres Vásárvárosok kupája-győztes: 1969–70
- 1-szeres Bajnokok Ligája-döntős: 2005–2006
- 1-szeres Európa-liga-döntős: 2018–19